# Merophysia striatella
Merophysia striatella là một loài bọ cánh cứng trong họ Endomychidae. Loài này được Reitter miêu tả khoa học năm 1890.